# Bromazyna
Bromazyna (łac. bromazinum) – wielofunkcyjny organiczny związek chemiczny, lek przeciwhistaminowy oraz cholinolityczny, posiadający również działanie przeciwbakteryjne, pochodna etanoloaminy.

## Mechanizm działania
Bromazyna konkuruje z wolną histaminą o wiązanie w miejscach receptora histaminowego H1, prowadząc do zmniejszenia negatywnych objawów powodowanych przez wiązanie się histaminy z receptorami H1.

## Zastosowanie
Bromazyna jest stosowana w następujących wskazaniach:
- leczenie ambulatoryjne stanów alergicznych.

## Działania niepożądane
Bromazyna wywołuje podobne działania uboczne jak difenhydramina, jednakże o mniejszym nasileniu takie jak: wymioty, biegunka, brak apetytu, kserostomia, zaburzenia widzenia i koordynacji, ból głowy, zawroty głowy, senność, osłabienie siły mięśniowej, zwolnienie procesów psychicznych, płytki oddech z kaszlem, rzadko objawy agranulocytozy i niedokrwistości hemolitycznej. Objawy pobudzenia prowadzącego do wystąpienia drgawek i gorączki występują częściej u dzieci.